# Cnidoscolus aconitifolius

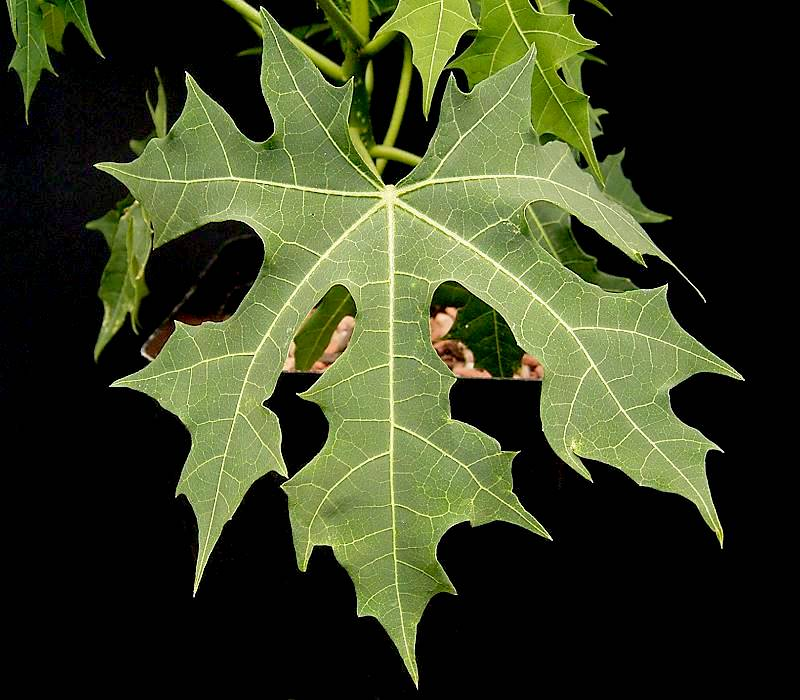
Liść

Cnidoscolus chayamansa (syn. Cnidoscolus aconitifolius) – gatunek rośliny uprawnej należący do rodziny wilczomleczowatych (Euphorbiaceae). Pochodzi z obszaru Ameryki od Meksyku po Brazylię. W Meksyku nazywany lokalnie chaya. 

## Morfologia
PokrójNiewielkie, wiecznozielone  szybko rosnące drzewo, o wysokości do 6 m. Korona gęsta, zaokrąglona.
LiścieDuże, ciemnozielone, dłoniaste z głębokimi wcięciami. Brzegi grubo ząbkowane.
KwiatyDrobne, kielichowate, białe.

## Zastosowanie
- Sztuka kulinarna: liście po ugotowaniu lub usmażeniu spożywa się jako warzywo. Zawierają dużo białka, witamin, żelaza i wapnia, jednak na surowo są trujące ze względu na zawartość glikozydu łatwo przechodzącego w kwas pruski[6].